# Die Hexe (Tschechow)

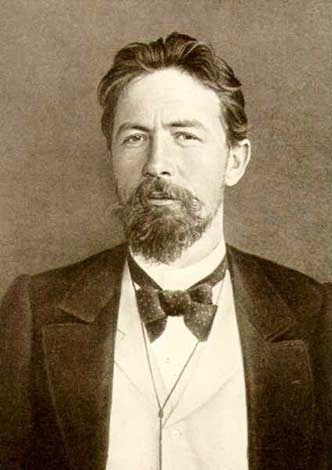
Anton Tschechow

Die Hexe (russisch Ведьма, Wedma) ist eine Erzählung des russischen Schriftstellers Anton Tschechow, die am 8. März 1886 in der Sankt Petersburger Zeitung Nowoje wremja erschien.
Die Übertragung ins Deutsche von Korfiz Holm kam 1901 bei Albert Langen in München heraus. 1903 wurde die Erzählung ins Tschechische übersetzt (Bosorka).

## Hintergrund
Anton Tschechow lebte 1885–1887 westlich von Moskau auf dem Landgut Babkino der Kisselews. Sein Bruder Michail erinnert sich an den ersten Sommeraufenthalt 1885. Im benachbarten Wald habe der Bruder Pilze gesucht. Dort habe eine Kirche gestanden. Dazu Michail: „Diese Kirche an der Poststraße mit dem Wächterhäuschen hat, wie es scheint, meinen Bruder Anton auf den Gedanken gebracht, Die Hexe… zu schreiben.“

## Handlung
Im Schneesturm ist die Postkutsche in die Irre gefahren. Der junge, hellblonde Postbote wärmt sich vor der Weiterfahrt im Wächterhäuschen des Küsters Saweli Gykin bei der Kirche an der Guljajew-Höhe auf. Vor vier Jahren hatte Saweli eingeheiratet, nachdem sein Vorgänger verstorben war. Sawelis Vernunftehe mit der jungen, schönen Raissa Nilowna ist unglücklich. Der Küster glaubt zudem, seine Frau sei eine Hexe, die „mit Hilfe der dunklen Mächte die Winde und die Postkutschen regier[t]e.“ Es scheint, als habe Saweli nicht ganz unrecht. Während der Küster dem Postkutscher draußen vorm Häuschen den Weg beschreibt, taut drinnen in der Wärme der junge Postbote auf. Raissa und der Junge kommen einander näher. Saweli kann das Tête-à-Tête gerade noch rechtzeitig stören. Die Post geht ab. Der Küster kriecht zu seiner unbegreiflich reizenden Frau ins warme Bett. Raissa, die Hexe, weist Saweli mit einem kräftigen Nasenstüber in die Schranken.

## Verfilmung
- 1958, Sowjetunion, Lenfilm: Die Hexe[6] – 31 min-Kurzfilm (russisch) von Alexander Abramow.

## Deutschsprachige Ausgaben

### Verwendete Ausgabe
- Die Hexe, S. 53–68 in Gerhard Dick (Hrsg.) und Wolf Düwel (Hrsg.): Anton Tschechow: Das schwedische Zündholz. Kurzgeschichten und frühe Erzählungen. Deutsch von Wolf Düwel. 668 Seiten. Rütten & Loening, Berlin 1965 (1. Aufl.)